# Неужели кто-то вспомнил, что мы были…
«Неуже́ли кто-то вспо́мнил, что мы бы́ли…» — книга-альбом искусствоведа и историка искусств Ольги Ройтенберг о широкой творческой группе советских молодых художников, выпускников художественных школ 1920-х годов, преимущественно лирико-романтической ориентации, работавшая между наиболее изученными периодами авангарда и социалистического реализма. Плеяда этих художников 1920-1930х годов долгое время замалчивалась официальной советской историей искусства из-за несовместимости с советским «официозом», так как художников воспитали дореволюционные мастера (признанные формальными и чуждыми советскому тоталитарному искусству во второй половине 1930-х годов), и они руководствовались идеями отличными от социалистического реализма. Названием книги стал вопрос, заданный автору выпускницей ВХУТЕИНа Еленой Родовой (1903—1988): «Неужели кто-то вспомнил, что мы были?». В книге собран и обобщён большой справочный материал.

## О книге
Книга в твёрдом переплете, печать на мелованной бумаге. Второе издание 2008 года: формат 60x100 / 8 (247x290 мм), 560 страниц, 720 иллюстраций и 90 фотографий биографические справки на 308 художников, на русском языке, расширенная аннотация (summary) на английском языке.
Издания книги:
1. Ройтенберг О. О. Неужели кто-то вспомнил, что мы были… / Книга-альбом. — Москва: Галарт, 2004. — 543 с. — (Первое издание). — 1200 экз. — ISBN 5-269-01030-5.
2. Ройтенберг О. О. Неужели кто-то вспомнил, что мы были… = Ольга Ройтенберг. "Неужели кто-то вспомнил, что мы были…" Из истории художественной жизни. 1925-1935 / Книга-альбом. — Москва: Галарт, 2008. — 560 с. — (Второе издание). — 1500 экз. — ISBN 978-5-269-01063-2.

Ольга Ройтенберг по архивным данными и документальным свидетельствам современников (интервью, дневники, письма, фото) воссоздала судьбу целого поколения художников из художественных коммун, свободных мастерских, творческих бригад и союзов. Вернула имена многих художников незаслуженно обвиненных в формализме, репрессированных, погибших на войне и отлучённых от творчества и исследований во времена тоталитарного искусства.
Книга состоит из разделов:
1. Об авторе книги
2. Главы об искусстве 1920-1930х годов
3. Основные художники плеяды 1920-1930х годов (25 портретов персоналий и 14 контуров портретов)
4. Справочный раздел по 308 художникам
5. Аннотация на английском языке
6. Именной и предметный указатель.

## История
Каждое десятилетие начала XX века выдвигало новые творческие задачи, а вместе с ними и новую плеяду художников. Советские художники 1920—1930-х годов объединялись искусствоведами и историками искусства по образованию у учителей эпохи авангарда, совместному участию в выставках того периода и тематических коллекциях. Объединение художников по этому принципу используется в тематических выставках и экспозициях музеев
Термин «плеяда художников 1920—1930-х годов» был предложен в 1980-х годах историком и искусствоведом О. О. Ройтенберг (1923—2001). Работая над книгой о Ю. Щукине, она открыла целое поколение несправедливо забытых художников 1920—1930-х годов. Она впервые предложила более подробную периодизацию довоенного советского изобразительного искусства, культуры и общества:
- 1917—1922/23. Послереволюционный переходный этап.
- 1922/23—1927/28. Обучение новой волны художников. Создание ими новых союзов.
- 1927/28—1932/33. Распад неформальных союзов художников.
- 1932/33—1941. Репрессии и предвоенный этап.

Первым на художников «Плеяды» обратил внимание директор Музея искусств в Нукусе («среднеазиатский Третьяков») И. В. Савицкий. Это породило внимание к «неизвестной» странице истории живописи со стороны других музеев.
На Московской выставке «Художники первой пятилетки» («Однодневная выставка» в МДХ, 31 октября 1977 года) было показано 210 работ художников «Плеяды». Более трети картин приобрела Государственная Третьяковская галерея. Это обстоятельство помогло сделать последующие выставки.
Терминология ещё не устоялась, кроме «плеяды художников 1920—1930-х годов» искусствоведы и историки их иногда называют:
- художники первых пятилеток[10]
- довоенные художники
- третий путь
- тихое искусство
- неполярное искусство
- поставангард
- советский модернизм
- первый советский андеграунд
- третий путь
- тихое искусство
- неполярное искусство
- репрессированное искусство[11]
- советский модернизм.

Книга является одним из важнейших трудов по истории советского искусства первых десятилетий.
Почти готовую книгу завершали и подготовили к изданию составители: Т. И. Кононенко, И. А. Никифорова и В. Н. Шалабаева.

## Художники Плеяды
Алфавитный список основных художников (Именной указатель) по 2 изданию книги О. О. Ройтенберг «Неужели кто-то вспомнил, что мы были…» Из истории художественной жизни. 1925—1935 (2008):
- Аксельрод, Меер Моисеевич (1902—1970)
- Барто, Ростислав Николаевич (1902—1974)
- Беляев, Василий Павлович (1901—1942)
- Витинг, Николай Иосифович (1910—1991)
- Глускин, Александр Михайлович (1899—1969)
- Голованов, Александр Сергеевич (1899—1930)
- Гусятинский, Анатолий Маркович (1900—1940)
- Гуревич, Михаил Львович (1904—1943)
- Давидович, Ефрем Георгиевич (1899—1941)
- Ермилова-Платова, Ефросиния Федосеевна (1895—1974)
- Жолткевич, Лидия Александровна (1901—1991)
- Зевин, Лев Яковлевич (1903—1942)
- Зозуля, Григорий Степанович (1893—1973)
- Кашина, Нина Васильевна (1903—1985)
- Коровай, Елена Людвиговна (1901—1974)
- Кулешов Илья Дмитриевич (1903—1944)
- Курзин, Михаил Иванович (1888—1957)
- Лабас, Александр Аркадьевич (1900—1983)
- Ломакина, Мария Владимировна (1896—1964)
- Мятелицина, Вера Андреевна (1900—1980)
- Маркин, Сергей Иванович (1903—1942)
- Маркова, Валентина Петровна (1907—1941)
- Мигаев, Владимир Фёдорович (1899—1972)
- Монин, Александр Александрович (1895—1969)
- Накаряков, Анатолий Каранатович (1899—1967)
- Павильонов, Георгий Сергеевич (1907—1937)
- Попов, Борис Никанорович (1909—2001)
- Прокошев, Николай Иванович (1904—1938)
- Расторгуев, Сергей Николаевич (1896—1943)
- Раубе-Горчилина, Мария Вячеславовна (1900—1979)
- Рожкова, Евгения Емельянова (1901—1988)
- Романович, Сергей Михайлович (1894—1968)
- Русаковский, Липа Ильич (1904—1941)
- Рыбченков, Борис Фёдорович (1899—1994)
- Семашкевич, Роман Матвеевич (1900—1937)
- Соколов, Михаил Ксенофонтович (1885—1947)
- Соколова, Ольга Александровна (1901—1991)
- Софронова, Антонина Фёдоровна (1892—1966)
- Суриков, Павел Высильевич (1897—1943)
- Тарасов Николай Павлович (1896—1957)
- Тимирёв Владимир Сергеевич (1914—1938)
- Трошин Николай Степанович (1897—1990)
- Фаворский Никита Владимирович (1915—1941)
- Чирков, Антон Николаевич (1902—1946)
- Щипицын, Александр Николаевич (1896—1943)
- Щукин Юрий Прокопьевич (1904—1935)
- Эдельштейн Константин Витальевич (1909—1977)
- Яковлев, Андрей Владимирович (1902—1944)
- и другие.

## Выставки художников Плеяды
Участие художников в выставках:

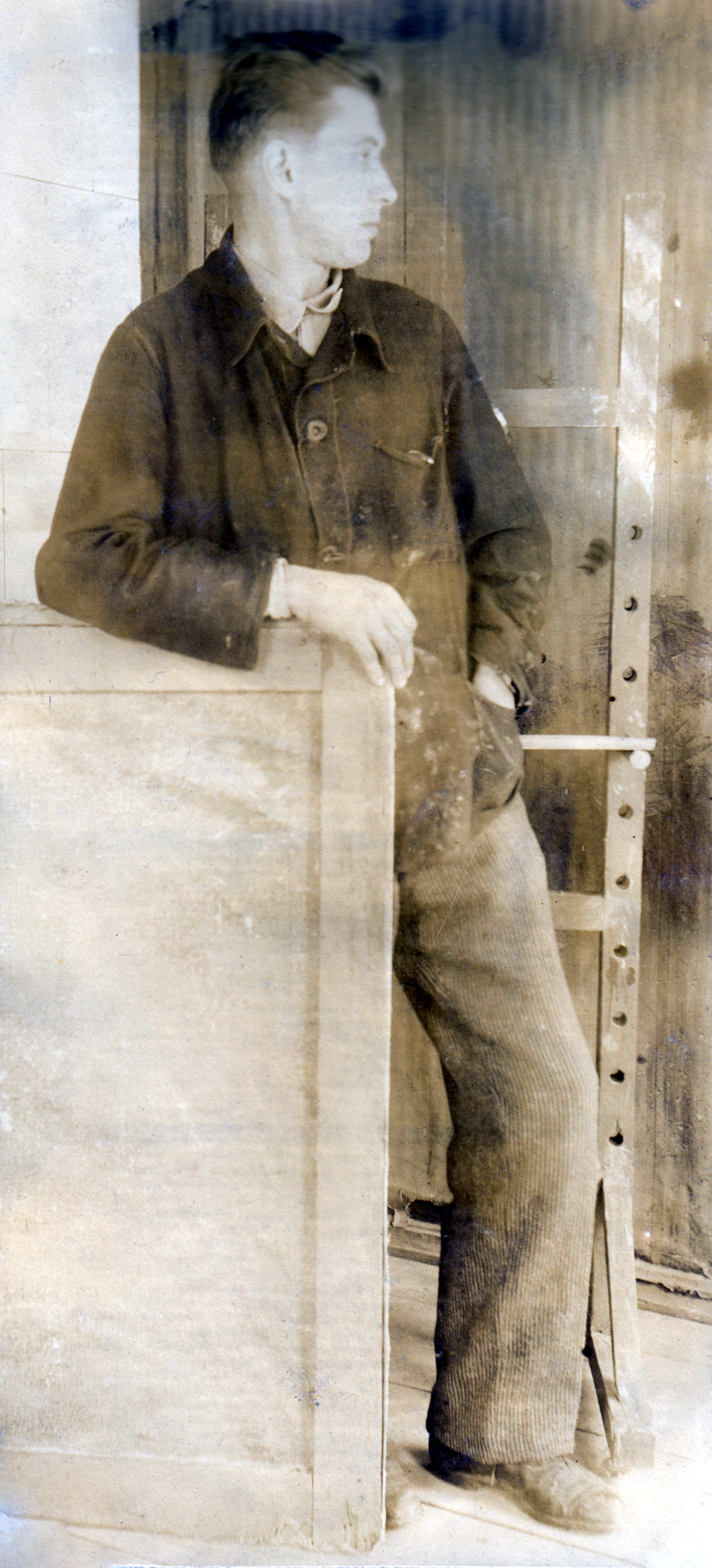
Художник плеяды
С. Маркин

- 1934 — Москва. «Выставка начинающих молодых художников г. Москвы»
- 1935 — Москва. Отчётная выставка в МООСХ «Донбасс в живописи»
- 1936 — Москва. Выставка «Москва в живописи и графике»
- 1937 — Москва. «Первая выставка акварельной живописи московских художников»
- 1939 — Москва. «Всесоюзная выставка молодых художников, посвящённая 20-летию ВЛКСМ»
- 1940 — РСФСР. «Передвижная выставка произведений московских и ленинградских художников по городам Поволжья»
- 1940 — Москва. «Седьмая выставка Союза московских художников»
- 1965 — Москва. Выставка художников погибших на войне
- 1975 — Москва. Выставка к 30-летию победы
- 1977 — Москва: «Художники первой пятилетки» («Однодневная выставка» в МДХ, 31 октября)[8]
- 1980 — ГТГ: «Москва в русской и советской живописи»[13], вошёл в каталог выставки.
- 1985 — Москва. Выставка к 40-летию победы
- 1990 — ГТГ: «Тридцатые годы»[14]
- 1992 — Московские художники 1920—1930-х годов.
- 2017 — Государственная Третьяковская галерея Москва сквозь века Архивная копия от 10 апреля 2021 на Wayback Machine.

## Память

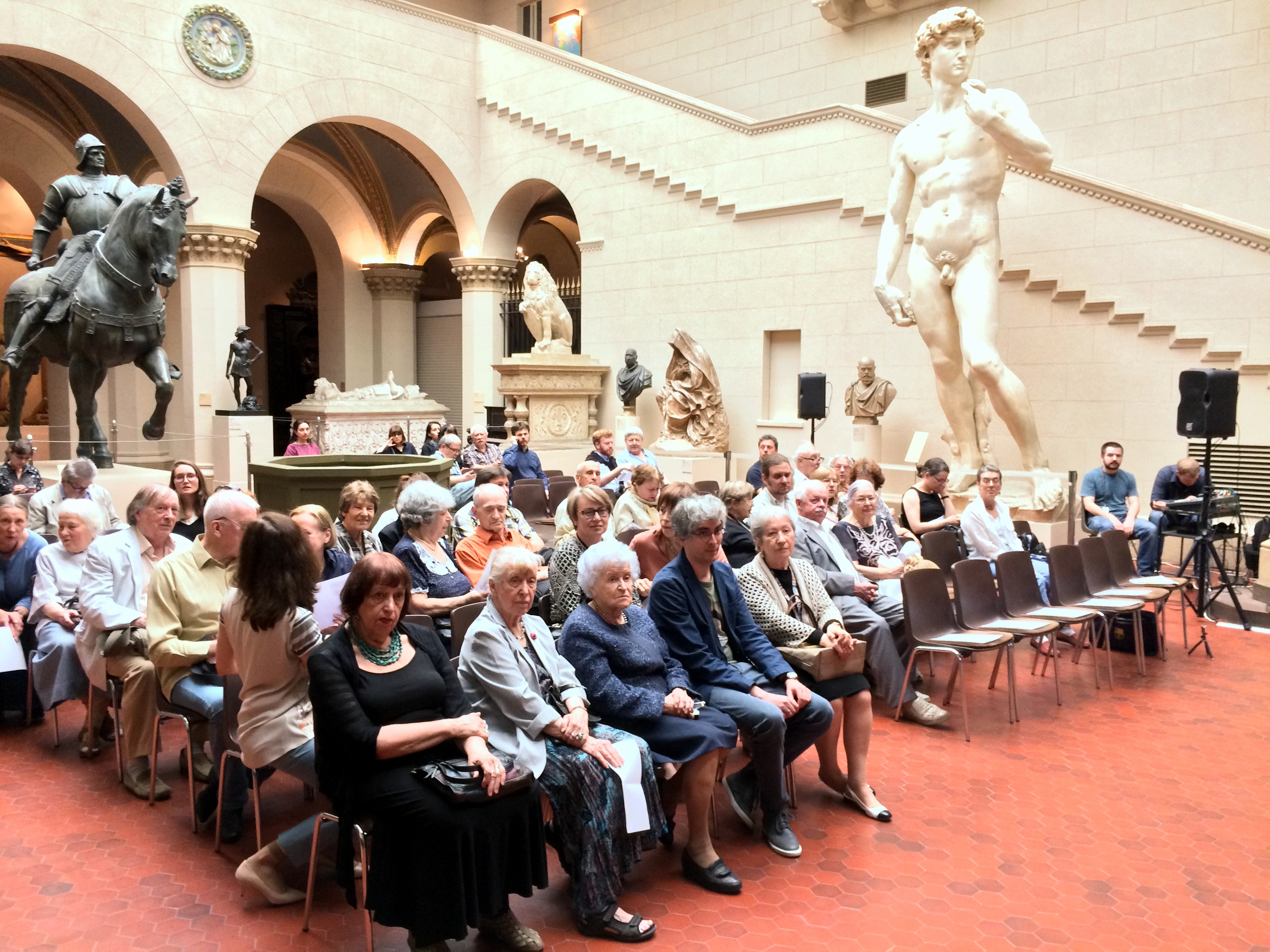
Вечер памяти, 2018

В память о «Плеяде художников», которую изучала Ольга Ройтенберг, проводятся выставки и мероприятия:
- 2005 — Памяти Ольги Ройтенберг Архивная копия от 13 мая 2018 на Wayback Machine — выставка «Они действительно были», Государственный выставочный зал «Ковчег», Москва.
- 2013 — Вспоминая Ольгу Ройтенберг Архивная копия от 25 февраля 2020 на Wayback Machine — Выставка «Плеяда Ольги Ройтенберг: энергия графики»
- 2018 — Музей изобразительных искусств имени А. С. Пушкина — вечер памяти О. Ройтенберг и В. Шалабаевой.

Искусствоведы и историки искусств, изучавшие «Плеяду»:
- Ройтенберг, Ольга Осиповна
- Кантор, Анатолий Михайлович
- Герчук, Юрий Яковлевич